# Sat Nou, Botoșani
Sat Nou este un sat ce aparține orașului Săveni din județul Botoșani, Moldova, România.
Cel mai tânăr sat din zonă, considerat suburbie a orașului Săveni, situat la 500 m nord-vest de orașul Săveni, 700 m nord de satul Petricani și 700 m nord-est de satul Chișcăreni, pe dreapta Pârâului Podriga și pe stânga Pârâului Bașeu.
Acest sat s-a întemeiat începând din vara anului 1940, când aici au venit și s-au stabilit câteva familii, care au părăsit satul Bahrinești din ținutul Cernăuți după ultimatumul din 26-28 iunie 1940, prin care Basarabia, Bucovina de Nord și Ținutul Herței erau ocupate de Uniunea Sovietică. Primele familii care au venit aici, după ce și-au părăsit definitiv satul natal, și-au cumpărat locuri pentru case de la săteni din Petricani și apoi mici suprafețe de pământ pentru a-și asigura condiții minime de viață. Dintre familiile venite aici din Bahrinești făceau parte: Broască Dionisie, Broască Vasile, Lăzărescu Gheorghe, Niculescu Neculai, Niculescu Vasile, Patraș Dumitru, Tofan Dionisie, Tofan Constantin, Tofan Gheorghe, Ungureanu și altele.
De la înființare această așezare a avut caracterul unui cătun al satului Petricani, pe teritoriul căruia s-a constituit. Ca așezare distinctă, satul este menționat oficial în 1956[1]. Satul a cunoscut o dezvoltare foarte lentă, în prezent numărând 40 de case.
De la înființarea satului, nevoile religioase ale locuitorilor au fost asigurate de biserica Sf. M. Mc. Dimitrie din satul Petricani. În anul 2001 s-a sfințit locul și a început construcția unui locaș de biserică, cu hramul „Sf. Apostol Andrei”, în prezent în lucru. Biserica a fost ridicata prin truda preotului Ovidiu Cojocariu.
Școala din Satul Nou a început activitatea din toamna anului 1956, când s-a dat în folosință localul propriu, cu două săli de clasă, construcție din cărămidă pe temelie de beton.